# Raḩīmābād-e Yek
Raḩīmābād-e Yek (persiska: رَحيمی, رَهيم آباد, Raḩīmī, رحیم آباد یک, چِنار خُسرُو, ابراهیم آباد, رحیم آباد سه) är en ort i Iran.   Den ligger i provinsen Lorestan, i den västra delen av landet, 400 km sydväst om huvudstaden Teheran. Raḩīmābād-e Yek ligger 1 118 meter över havet och antalet invånare är 121.
Terrängen runt Raḩīmābād-e Yek är varierad.Runt Raḩīmābād-e Yek är det ganska tätbefolkat, med 72 invånare per kvadratkilometer. Närmaste större samhälle är Vasīān, 6,6 km väster om Raḩīmābād-e Yek. Omgivningarna runt Raḩīmābād-e Yek är i huvudsak ett öppet busklandskap.